# Tag der Kosmonauten
Der Tag der Kosmonauten (russisch День космонавтики Den kosmonawtiki) ist ein russischer Gedenktag, der jährlich am 12. April begangen wird. Der Gedenktag erinnert an den ersten bemannten Flug in den Weltraum durch Juri Gagarin mit dem Raumschiff Wostok 1 am 12. April 1961. Am gleichen Tag fand 1981 der erste Space-Shuttle-Flug statt.

## Verbreitung
Der Tag wurde in der Sowjetunion und wird weiterhin in Russland begangen. An diesem Tag findet auch eine weltweite Party-Reihe in Gedenken an den ersten bemannten Raumflug unter dem Namen Yuri’s Night statt.
Am 7. April 2011 erklärte die Generalversammlung der Vereinten Nationen den 12. April  zum Internationalen Tag der bemannten Raumfahrt.